# Pidvolociîsk, Ucraina
Pidvolociîsk (în ucraineană Підволочиськ) este așezarea de tip urban de reședință a raionului Pidvolociîsk din regiunea Ternopil, Ucraina. În afara localității principale, nu cuprinde și alte sate.

## Demografie
Componența lingvistică a așezării de tip urban Pidvolociîsk
     Ucraineană (98,82%)
     Alte limbi (1,14%)
Conform recensământului din 2001, majoritatea populației așezării de tip urban Pidvolociîsk era vorbitoare de ucraineană (98,82%), existând în minoritate și vorbitori de alte limbi.